# Sigismondo I Gonzaga
Sigismondo I Gonzaga (1499 – 31 dicembre 1530) è stato un condottiero italiano.

## Biografia
Era figlio del nobile condottiero Giovanni Gonzaga, dei Gonzaga di Vescovato e di Laura Bentivoglio, dei signori di Bologna.
Venne nominato cavaliere a vent'anni in occasione dell'elezione di Federico II Gonzaga a marchese di Mantova e scelse la carriera militare.
Nel novembre 1526, agli ordini di Carlo III di Borbone, scortò a Governolo i falconetti inviati da Alfonso I d'Este ed utilizzati nella battaglia di Governolo in cui rimase ferito Giovanni dalle Bande Nere. In dicembre dello stesso anno, a causa di un dissidio sul possesso di alcuni territori del veronese con Federico II Gonzaga, venne da questi bandito da tutti i territori gonzagheschi.
Nel 1529 ricevette l'investitura del feudo di Vescovato dall'imperatore Carlo V. Intorno al 1525 aveva sposato Antonia Pallavicino (?-1554), figlia di Cristoforo, signore di Busseto e di Bona della Pusterla.
Morì nel 1530.

## Discendenza
Sigismondo ed Antonia ebbero tre figli:
- Laura, sposò in prime nozze Giovanni Trivulzio (1526-1549), marchese di Borgomanero; in seconde nozze Giacomo Teodoro Trivulzio;
- Carlo (22 dicembre 1529-poco dopo);
- Sigismondo II (2 dicembre 1530-1567), erede del padre.

## Ascendenza
|                         |                        |                                  | Genitori                            |  |  | Nonni |  |  | Bisnonni             |  |  | Trisnonni             |  |
|                         |                        |                                  |                                     |  |  |       |  |  | Ludovico III Gonzaga |  |  | Gianfrancesco Gonzaga |  |
|                         |                        |                                  |                                     |  |  |       |  |  | Ludovico III Gonzaga |  |  | Gianfrancesco Gonzaga |  |
|                         |                        | Paola Malatesta                  |                                     |  |  |       |  |  | Ludovico III Gonzaga |  |  |                       |  |
| Federico I Gonzaga      |                        |                                  |                                     |  |  |       |  |  | Ludovico III Gonzaga |  |  |                       |  |
|                         |                        | Barbara di Brandeburgo           | Giovanni l'Alchimista               |  |  |       |  |  |                      |  |  |                       |  |
|                         |                        | Barbara di Brandeburgo           | Giovanni l'Alchimista               |  |  |       |  |  |                      |  |  |                       |  |
|                         |                        | Barbara di Brandeburgo           | Barbara di Sassonia-Wittenberg      |  |  |       |  |  |                      |  |  |                       |  |
| Giovanni Gonzaga        |                        | Barbara di Brandeburgo           |                                     |  |  |       |  |  |                      |  |  |                       |  |
|                         |                        | Alberto III di Baviera           | Ernesto di Baviera-Monaco           |  |  |       |  |  |                      |  |  |                       |  |
|                         |                        | Alberto III di Baviera           | Ernesto di Baviera-Monaco           |  |  |       |  |  |                      |  |  |                       |  |
|                         |                        | Alberto III di Baviera           | Elisabetta Visconti                 |  |  |       |  |  |                      |  |  |                       |  |
| Margherita di Baviera   |                        | Alberto III di Baviera           |                                     |  |  |       |  |  |                      |  |  |                       |  |
|                         |                        | Anna di Braunschweig-Grubenhagen | Erich I di Braunschweig-Grubenhagen |  |  |       |  |  |                      |  |  |                       |  |
|                         |                        | Anna di Braunschweig-Grubenhagen | Erich I di Braunschweig-Grubenhagen |  |  |       |  |  |                      |  |  |                       |  |
|                         |                        | Anna di Braunschweig-Grubenhagen | Elisabetta di Brunswick-Göttingen   |  |  |       |  |  |                      |  |  |                       |  |
| Sigismondo I Gonzaga    |                        | Anna di Braunschweig-Grubenhagen |                                     |  |  |       |  |  |                      |  |  |                       |  |
|                         | Annibale I Bentivoglio | Anton Galeazzo Bentivoglio       |                                     |  |  |       |  |  |                      |  |  |                       |  |
|                         | Annibale I Bentivoglio | Anton Galeazzo Bentivoglio       |                                     |  |  |       |  |  |                      |  |  |                       |  |
|                         | Annibale I Bentivoglio | Francesca Gozzadini              |                                     |  |  |       |  |  |                      |  |  |                       |  |
| Giovanni II Bentivoglio | Annibale I Bentivoglio |                                  |                                     |  |  |       |  |  |                      |  |  |                       |  |
|                         |                        | Donnina Visconti                 | Lancillotto Visconti                |  |  |       |  |  |                      |  |  |                       |  |
|                         |                        | Donnina Visconti                 | Lancillotto Visconti                |  |  |       |  |  |                      |  |  |                       |  |
|                         |                        | Donnina Visconti                 | …                                   |  |  |       |  |  |                      |  |  |                       |  |
| Laura Bentivoglio       |                        | Donnina Visconti                 |                                     |  |  |       |  |  |                      |  |  |                       |  |
|                         |                        | Alessandro Sforza                | Muzio Attendolo Sforza              |  |  |       |  |  |                      |  |  |                       |  |
|                         |                        | Alessandro Sforza                | Muzio Attendolo Sforza              |  |  |       |  |  |                      |  |  |                       |  |
|                         |                        | Alessandro Sforza                | Lucia Terzani                       |  |  |       |  |  |                      |  |  |                       |  |
| Ginevra Sforza          |                        | Alessandro Sforza                |                                     |  |  |       |  |  |                      |  |  |                       |  |
|                         |                        | …                                | …                                   |  |  |       |  |  |                      |  |  |                       |  |
|                         |                        | …                                | …                                   |  |  |       |  |  |                      |  |  |                       |  |
|                         |                        | …                                | …                                   |  |  |       |  |  |                      |  |  |                       |  |
|                         |                        | …                                |                                     |  |  |       |  |  |                      |  |  |                       |  |